# Панинвентре (Мачерата)
Панинвентре (итал. Paninventre) насеље је у Италији у округу Мачерата, региону Марке.
Према процени из 2011. у насељу је живело 14 становника. Насеље се налази на надморској висини од 719 м.